# Shahid Roudaki (Schiff)

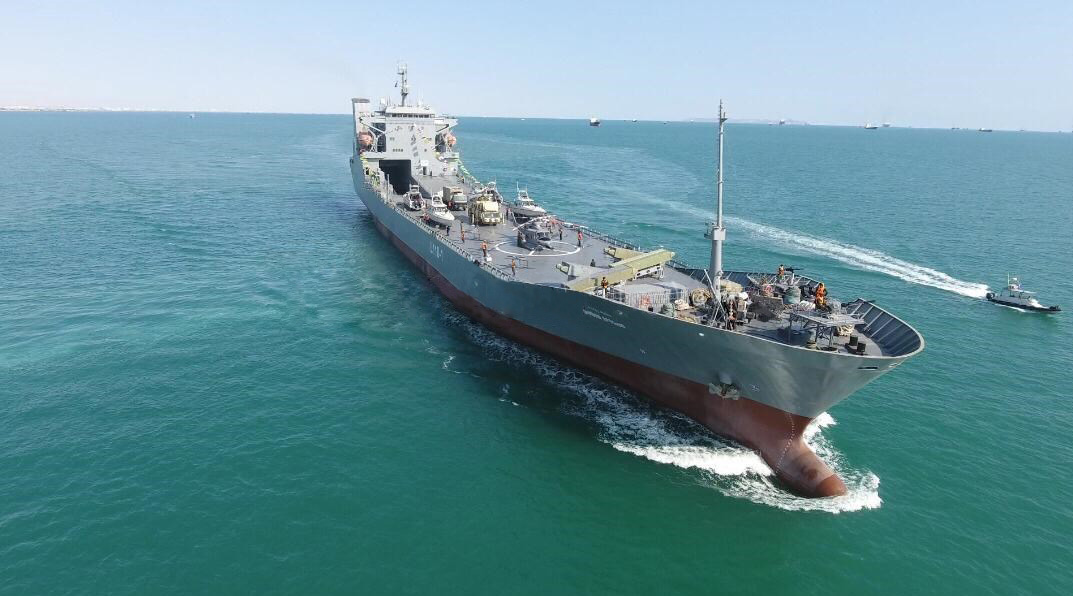
Shahid Roudaki 2020

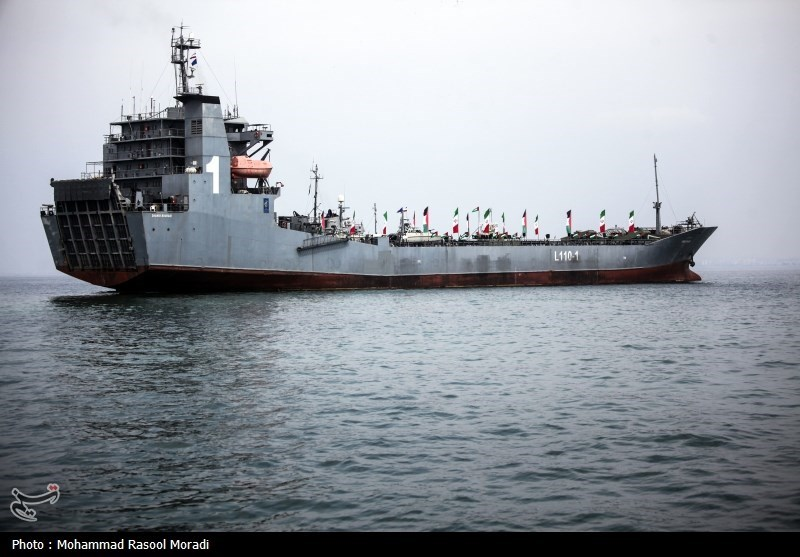
Shahid Roudaki 2024 bei der Quds Tag Marine Parade in Bandar Abbas

Die Shahid Roudaki ist ein zum Kriegsschiff umgebautes Frachtschiff der Marine der Islamischen Revolutionsgarde (IRGCN), das Hubschrauber, Raketen und Drohnen tragen kann. Gemäß den Namensgebungskonventionen der IRGC wurde sie nach dem Vizeadmiral Abdullah Roudaki benannt, einem Märtyrer (Shahid) und Kommandeur der IRGCN, der ermordet wurde.

## Schiffsdaten
Das Schiff verdrängt 12.000 Tonnen, ist 150 m lang und hat eine Breite von 22 m.
Es ist mit einer 23-mm-Flugabwehrkanone SU-23 und mehreren schweren Maschinengewehren ausgestattet. Das Schiff kann Hubschrauber und verschiedene Waffen an Deck tragen, darunter Drohnen und Raketen. Sie ist mit einem 3D Phased-Array-Radar, Seezielflugkörpern und elektronischen Kriegsführungssystemen ausgestattet. Das Schiff fungiert als Mutterschiff für kleinere Schiffe sowie als Plattform für Drohnen (UAV). Auf Aufnahmen bei der Inbetriebnahme waren ein Bell 412-Hubschrauber, vier Schnellboote, sechs Ababil-2-Drohnen, eine Sevom Khordad Flugabwehrrakenten-Abschussvorrichtung und acht Anti-Schiffs-Marschflugkörper in vier Doppelcontainer-Abschussvorrichtungen (möglicherweise vom Typ Ghader oder Ghadir) auf ihrem Deck zu sehen.
Shahid Roudaki sowie die ähnliche Shahid Mahdavi, der IRGCN, können mit ballistischen Raketenstartbehältern für Fateh-110- oder Dezful-Raketen bewaffnet werden.

## Geschichte
Laut Jane’s Defence Weekly handelt es sich bei dem Schiff vermutlich um die frühere Galaxy F, ein 1992 vom Stapel gelaufenes italienisches Frachtschiff.
Die Shahid Roudaki wurde am 19. November 2020 mit einer Zeremonie in Anwesenheit von Generalmajor Hussein Salami, Kommandeur der Islamischen Revolutionsgarde und Konteradmiral Alireza Tangsiri, Kommandeur der IRGCN, in Dienst gestellt.